# Ryen
Ryen är en by i Okome socken,  Falkenbergs kommun. Idag (2012) består byn, vilken är socknens nordligaste och gränsar till Ullareds- och Svartrå socknar, av fyra hushåll.

## Historia
Byn omnämns första gången 1592  och bestod vid tiden för upprättandet av den första svenska jordeboken 1646 av ett helt mantal kronohemman vars beskattning efter ansökan blev nedsatt (förmedlat) till 5/6 mantal år 1651 .
Hemmanet kallades "Rya" i mantalslängderna fram till 1740-talet, och i jordeboken 1690 och har sedan åtminstone sedan 1590-talet bestått av två huvudgårdar med underliggande torp. Laga skifte i byn genomfördes år 1870, men ingen av gårdarna behövde flytta från sina ursprungliga tomter.

## Bebyggelsenamn
Ingen av de båda ursprungliga gårdarna tycks ha haft personliga namn, men de gamla torpen har haft bebyggelsenamn. Nedanstående förteckning gäller torp och backstugor som funnits fram till år 1900. För några händelser efter 1900 saknas idag (2012) sammanställda uppgifter.
- Sikakullen (ca 1793 – ca 1857). En stuga.
- Slätterna / Slätten / Sikaslätter (ca 1802 – ). Namnet på som mest fyra olika torp och stugor[6], belägna på byns utmark, varav två av dessa blev friköpta ca 1870, sedan dess utgörande egna gårdar.

## Övrigt
År 1788 blev Lars Larsson och Kasper Andersson, de båda åborna på Ryen, stämda av åborna i Kogstorp, Svartrå socken, d.v.s. deras grannar på andra sidan Högvadsån. De senare ville att de förra skulle förklaras skyldiga att, liksom de tidigare påstods ha gjort, hålla en hägnad längs sin sida av ån, så att inte deras kreatur kunde korsa ån och ta sig in på kogstorpsbornas mark. Det framkom att till för minst ett par decennier sedan var de betesmarker som tillhörde Ryen, Kogstorp och delar av Svartrå kyrkby inte hägnade från varandra. Bönderna tillät då sina kreatur att fritt beta på varandras marker.
Som ett tidsdokument över forna tiders brännvinsmissbruk kan man vidare konstatera att på den ena av de båda gårdarna inträffade det år 1830 ett tragiskt dödsfall: Tidigt en morgon hade den sexårige gossen Bengt Erlandssons styvfar och en man han hade till hjälp innan dagens arbete tagit varsin sup ur en flaska som de lät stå kvar på bordet i stugan. Husets kvinnor och barn sov ännu. Strax därefter vaknade så den lille styvsonen, han steg upp, gick fram till bordet och drack upp så mycket av innehållet i de där stående flaskorna, att han blev så svårt sjuk att han avled efter ett dygn. Det framkom att detta ingalunda var första gången som gossen smakade brännvin. 
Modern och styvfadern blev åtalade, men frikändes eftersom domstolen betraktade det inträffade som en olyckshändelse. Den sade visserligen att makarna, då de på detta sätt lät flaskor med brännvin stå framme på bordet, visade brist på eftertanke och gav bevis på okunnighet. Men denna okunnighet var så allmän, att det ej var att begära, att de skulle vara mera upplysta än alla andra.

### Fotnoter
1. ↑  Som källa för arealuppgiften har använts ”Beskrivning till [ekonomiska] kartan över Köinge, Okome och Svartrå socknar inom Faurås härad och Hallands län upprättad i Rikets Allmänna Kartverk år 1925”, vilket har sin förklaring dels i dess noggranna redogörelse för de då rådande förhållandena, dels för att fastighetsregleringar under senare år så radikalt har ritat om fastighetskartorna att ibland både byanamn raderats ut och historiska församlingsgränser flyttats. 1925 års beskrivning kan därför sägas utgöra den skriftliga källa som bäst speglar den (historiska) mantalssättning som rått sedan 1600-talets mitt och även det namnskick som (trots fastighetsregleringar) ännu råder på orten.
2. ↑  Ur ”Warbergs län jordebok 1592”; Kronne guodtz . . . Lauritz Borgessenn ÿ Rienn . . . Anders Hendrichssenn ÿ Rÿenn . . . Vidare ur  ”Mandtall och Wdschrifft aff Jordebogen - - - 1603”; . . . Ytterligare vidare ur ”Ekstraskattemandtaller” 1638; . . . Heele Stedegaarde . . . Bennt Laursenn paa Rizen . . . Inndister . . . Haagen Laursenn paa Ryen, Laurs Laursenn ibm . . ..
3. ↑   Ur Jordeboken 1646; ”Ryen(n)” kronohemman 1 mtl.
4. ↑  Ur ”Hallands Landsbeskrifning 1729”; Rya, 5/6 mtl Crono, Swen Lars 5/12, Eskill Gunnas 5/12 . . . Förmedl Ao 1651 1/6 i Mantahl . . . E G antagit hemmanet 1712 . . . S L 1722 . . ."
5. ↑  Gårdsgenealogier finns gjorda för samtliga gårdar inom f.d. Okome pastorat av släktforskaren Ingemar Rosengren
6. ↑  Ett av torpen på Ryen var båtsmanstorp för roten Grimberg i Okome socken
7. ↑  Delar av domstolens motivering är värda att citeras:”  . . . då i allmänhet bland allmogen och i synnerhet på denna ort är ett inrotat missbruk, om vars skadlighet den icke synes äga kunskap, att barnen ända från deras späda ålder vid måltider och dessemellan då föräldrarna själva förtära brännvin, därav även skola erhålla i början litet och småningom i större portioner, utan att barnen likväl därefter finna sig illamående, helst de vanligtvis . . . . icke förtära så mycket brännvin . . . . att detsammas skadliga verkan högst sällan inses av allmänheten. Och om någon huvudyra skulle inställa sig, anses väl sådan såsom en följd av överflödigt supande, men förgår vanligtvis under sömnen, som därför efter allmänhetens tanka är det enda behövliga medlet för dylik sjukdom”.